# 詹姆斯·赛克斯·甘布尔
詹姆斯·赛克斯·甘布尔（James Sykes Gamble，1847年7月2日—1925年10月16日）为英国植物学家，专业于印度植物研究。